# Albert Arenas
Albert Arenas Ovejero (Gerona, 11 de diciembre de 1996) es un piloto de motociclismo español. Fue campeón del mundo de Moto3 en 2020. Actualmente compite en Moto2 con el equipo QJmotor Gresini Moto2. En 2025 es llamado por el equipo Suzuki CN Challenge para disputar la carrera de resistencia de las 8 Horas de Suzuka, perteneciente al campeonato mundial de resistencia EWC (Endurance World Championship), celebrada el 3 de agosto del mismo año.

## Biografía

#### Inicios
Arenas debutó en el Campeonato del Mundo de Moto3 en la última carrera de la temporada 2014 cuando firmó con el Calvo Team para reemplazar al lesionado Eric Granado. En 2015 fue subcampeón del FIM CEV Moto3 Junior World Championship.
En la temporada de 2016 del Campeonato de Mundo de Moto3 hizo tres apariciones con el Aspar Racing Team, dos como wildcard y uno como el sustituto del lesionado Jorge Martín, y más adelante esa temporada se unió al equipo de Peugeot MC Saxoprint como el reemplazo permanente de Alexis Masbou.

### Moto3
En 2017, Arenas hizo su debut como piloto titular en Moto3 en las filas del Aspar Team. En la primera parte de la temporada sufrió para entrar en los puntos, solo entró en los puntos en el Gran Premio de España en el que terminó en la 14.a posición. Además se perdió los grandes premios de Cataluña, los Países Bajos y Alemania debido a una lesión en su hombro derecho ocurrida en el Gran Premio de Italia. En la segunda mitad de la temporada continuo con su problemas para entrar en la zona de puntos, solo puntuó en los grandes premios de la República Checa y San Marino obteniendo su mejor resultado de la temporada en este último al terminar en la octava posición. Arenas se perdió los grandes premios de Japón, Australia y Malasia debido a una lesión en el tercer metacarpiano de su mano derecha occurrida en el gran premio nippon.
La temporada 2018 de Arenas no comenzó de la mejor manera, en el warm-up del Gran Premio de Catar se lesionó la clavícula derecha por lo cual no disputó el gran premio. En la quinta fecha del campeonato en Francia, Arenas consiguió su primer podio y victoria, originalmente terminó el gran premio segundo pero terminó obteniendo la victoria gracias a una penalización a Fabio Di Giannantonio ganador original de la prueba. Consiguió su segunda y última victoria de la temporada en Australia, en una carrera llena de sobrepasos se impuso por solo 52 milésimas de segundo a Fabio Di Giannantonio y por 59 milésimas a Celestino Vietti.
Arenas tuvo un gran comienzo en la temporada 2019, en el Gran Premio de Catar logró su mejor resultado en este gran premio al terminar en la sexta posición. Arenas no disputó los grandes premios de Argentina y las Américas debido a una caída sufrida entrenando en bicicleta en la que se vio afectado su bazo además de sufrir otras lesiones. Consiguió su primera y única victoria de la temporada en el Gran Premio de Tailandia imponiéndose por 231 milésimas de segundo a Lorenzo Dalla Porta, el campeón del mundo de esta temporada. Además en los siguientes dos grandes premios logró subir al podio, en el Gran Premio de Japón terminó en la segunda posición y en el Gran Premio de Australia terminó en la tercera posición.
En la temporada 2020 se proclamó campeón del mundo de Moto3 con 174 puntos, ganando tres Grandes Premios: Catar, España y Austria y un total de 5 podios.

### Moto2
En la temporada 2021 Arenas compitió en la categoría de Moto2, en el equipo Aspar. Pilotando una Boscoscuro y su compañero de equipo fue Aron Canet. Terminando la temporada en vigesimoprimera posición. Siendo su mejor resultado un octavo puesto en el Gran Premio de Alemania.

## Resultados

### Campeonato del Mundo de Motociclismo
Sistema de puntuación de 1993 hasta 2022:
| Posición | 1.º | 2.º | 3.º | 4.º | 5.º | 6.º | 7.º | 8.º | 9.º | 10.º | 11.º | 12.º | 13.º | 14.º | 15.º |
| Puntos   | 25  | 20  | 16  | 13  | 11  | 10  | 9   | 8   | 7   | 6    | 5    | 4    | 3    | 2    | 1    |

Sistema de puntuación desde 2023 en adelante:
| Posición       | 1.º | 2.º | 3.º | 4.º | 5.º | 6.º | 7.º | 8.º | 9.º | 10.º | 11.º | 12.º | 13.º | 14.º | 15.º |
| Puntos         | 25  | 20  | 16  | 13  | 11  | 10  | 9   | 8   | 7   | 6    | 5    | 4    | 3    | 2    | 1    |
| Carrera sprint | 12  | 9   | 7   | 6   | 5   | 4   | 3   | 2   | 1   |      |      |      |      |      |      |

#### Por categoría
| Cat.  | Temporadas          | 1.er Gran Premio    | 1.er Podio          | 1.ª Victoria        | Carreras | Victorias | Podios | Poles | V.Ráp. | Pts. | CM |
| ----- | ------------------- | ------------------- | ------------------- | ------------------- | -------- | --------- | ------ | ----- | ------ | ---- | -- |
| Moto3 | 2014, 2016–2020     | Valencia 2014       | Francia 2018        | Francia 2018        | 74       | 6         | 10     | 0     | 1      | 405  | 1  |
| Moto2 | 2021–Presente       | Catar 2021          | Cataluña 2023       |                     | 71       | 0         | 1      | 0     | 0      | 268  | 0  |
| Total | 2014, 2016–Presente | 2014, 2016–Presente | 2014, 2016–Presente | 2014, 2016–Presente | 145      | 6         | 11     | 0     | 1      | 673  | 1  |

#### Por temporada
| Temp. | Cat.  | Moto       | Equipo                  | Carreras | Victorias | Podios | Poles | V.Ráp. | Pts. | Pos. |
| ----- | ----- | ---------- | ----------------------- | -------- | --------- | ------ | ----- | ------ | ---- | ---- |
| 2014  | Moto3 | KTM        | Calvo Team              | 1        | 0         | 0      | 0     | 0      | 0    | NC   |
| 2016  | Moto3 | Mahindra   | Aspar Team Moto3        | 12       | 0         | 0      | 0     | 0      | 2    | 35.º |
| 2016  | Moto3 | Peugeot    | Peugeot MC Saxoprint    | 12       | 0         | 0      | 0     | 0      | 2    | 35.º |
| 2017  | Moto3 | Mahindra   | Aspar Team Moto3        | 12       | 0         | 0      | 0     | 0      | 14   | 26.º |
| 2018  | Moto3 | KTM        | Aspar Team Moto3        | 17       | 2         | 2      | 0     | 0      | 107  | 9.º  |
| 2019  | Moto3 | KTM        | Aspar Team Moto3        | 17       | 1         | 3      | 0     | 0      | 108  | 11.º |
| 2020  | Moto3 | KTM        | Aspar Team Moto3        | 15       | 3         | 5      | 0     | 1      | 174  | 1.º  |
| 2021  | Moto2 | Boscoscuro | Aspar Team Moto2        | 18       | 0         | 0      | 0     | 0      | 28   | 21.º |
| 2022  | Moto2 | Kalex      | GasGas Aspar Team Moto2 | 20       | 0         | 0      | 0     | 0      | 90   | 12.º |
| 2023  | Moto2 | Kalex      | Red Bull KTM Ajo        | 18       | 0         | 1      | 0     | 0      | 85   | 14.º |
| 2024  | Moto2 | Kalex      | QJmotor Gresini Moto2   | 16       | 0         | 0      | 0     | 0      | 65   | 14.° |
| 2025  | Moto2 | Kalex      | QJmotor Gresini Moto2   |          |           |        |       |        | *    | *    |
| Total | Total | Total      | Total                   | 145      | 6         | 11     | 0     | 1      | 673  |      |

- * Temporada en curso.

#### Carreras por año
| Año  | Cat.  | Moto       | 1       | 2       | 3       | 4       | 5       | 6       | 7       | 8       | 9       | 10      | 11      | 12      | 13      | 14     | 15      | 16      | 17      | 18     | 19      | 20      | 21  | 22  | Pos. | Pts. |
| ---- | ----- | ---------- | ------- | ------- | ------- | ------- | ------- | ------- | ------- | ------- | ------- | ------- | ------- | ------- | ------- | ------ | ------- | ------- | ------- | ------ | ------- | ------- | --- | --- | ---- | ---- |
| 2014 | Moto3 | KTM        | QAT     | AME     | ARG     | SPA     | FRA     | ITA     | CAT     | NED     | GER     | IND     | CZE     | GBR     | RSM     | ARA    | JPN     | AUS     | MAL     | VAL 28 |         |         |     |     | NC   | 0    |
| 2016 | Moto3 | Mahindra   | QAT     | ARG     | AME     | SPA 18  | FRA     | ITA     | CAT Ret | NED Ret | GER     |         |         |         |         |        |         |         |         |        |         |         |     |     | 35.º | 2    |
| 2016 | Moto3 | Peugeot    |         |         |         |         |         |         |         |         |         | AUT 22  | CZE Ret | GBR Ret | RSM 19  | ARA 24 | JPN 14  | AUS 16  | MAL Ret | VAL 24 |         |         |     |     | 35.º | 2    |
| 2017 | Moto3 | Mahindra   | QAT Ret | ARG 25  | AME 21  | SPA 14  | FRA Ret | ITA Ret | CAT     | NED     | GER     | CZE 12  | AUT Ret | GBR 27  | RSM 8   | ARA 27 | JPN DNS | AUS     | MAL     | VAL 23 |         |         |     |     | 26.º | 14   |
| 2018 | Moto3 | KTM        | QAT DNS | ARG Ret | AME 15  | SPA Ret | FRA 1   | ITA 14  | CAT Ret | NED 14  | GER Ret | CZE 9   | AUT 4   | GBR C   | RSM 6   | ARA 7  | THA Ret | JPN Ret | AUS 1   | MAL 4  | VAL Ret |         |     |     | 9.º  | 107  |
| 2019 | Moto3 | KTM        | QAT 6   | ARG     | AME     | SPA 5   | FRA 11  | ITA 12  | CAT Ret | NED Ret | GER 21  | CZE Ret | AUT 11  | GBR Ret | RSM Ret | ARA 8  | THA 1   | JPN 2   | AUS 3   | MAL 12 | VAL 20  |         |     |     | 11.º | 108  |
| 2020 | Moto3 | KTM        | QAT 1   | SPA 1   | AND Ret | CZE 2   | AUT 1   | EST 5   | RSM Ret | ERM 4   | CAT Ret | FRA 3   | ARA 7   | TER 4   | EUR DSQ | VAL 4  | POR 12  |         |         |        |         |         |     |     | 1.º  | 174  |
| 2021 | Moto2 | Boscoscuro | QAT 21  | DOH 15  | POR 13  | SPA Ret | FRA 14  | ITA Ret | CAT 12  | GER 8   | NED 12  | EST 15  | AUT Ret | GBR 19  | ARA Ret | RSM 22 | AME Ret | ERM 11  | ALG Ret | VAL 22 |         |         |     |     | 21.º | 28   |
| 2022 | Moto2 | Kalex      | QAT 13  | INA 10  | ARG 8   | AME 11  | POR Ret | SPA 9   | FRA 19  | ITA 10  | CAT Ret | GER 6   | NED Ret | GBR Ret | AUT 9   | RSM 4  | ARA Ret | JPN 8   | THA 14  | AUS 14 | MAL 13  | VAL 5   |     |     | 12.º | 90   |
| 2023 | Moto2 | Kalex      | POR 8   | ARG 9   | AME 12  | SPA 8   | FRA DNS | ITA 23  | GER 9   | NED 9   | GBR 14  | AUT Ret | CAT 3   | RSM DNS | IND 14  | JPN 18 | INA 15  | AUS 14  | THA 7   | MAL 9  | QAT 21  | VAL 10  |     |     | 14.º | 85   |
| 2024 | Moto2 | Kalex      | QAT 8   | POR 8   | AME 12  | SPA 5   | FRA 9   | CAT 6   | ITA 19  | NED Ret | GER 21  | GBR 8   | AUT 17  | ARA 18  | RSM 9   | ERM 17 | INA 14  | JPN 22  | AUS 13  | THA 8  | MAL 12  | SLD DSQ |     |     | 14.º | 80   |
| 2025 | Moto2 | Kalex      | THA 11  | ARG 10  | AME 24  | QAT 9   | SPA 6   | FRA 6   | GBR 12  | ARA 12  | ITA 2   | NED 7   | GER Ret | CZE 10  | AUT 4   | HUN    | CAT     | RSM     | JPN     | INA    | AUS     | MAL     | POR | VAL | 8.º  | 94   |

| Color     | Resultado                                                               |
| --------- | ----------------------------------------------------------------------- |
| Oro       | Ganador                                                                 |
| Plata     | 2.ª plaza                                                               |
| Bronce    | 3.ª plaza                                                               |
| Verde     | Finalizó en los puntos                                                  |
| Azul      | Finalizó sin puntos                                                     |
| Azul      | NC - No clasificado                                                     |
| Violeta   | Ret - No terminó (Carrera)                                              |
| Rojo      | DNQ - No se clasificó                                                   |
| Negro     | DSQ - Descalificado                                                     |
| Blanco    | DNS - No empezó (carrera)                                               |
| Blanco    | WD - Retirado (fin de semana)                                           |
| Blanco    | C - Carrera cancelada                                                   |
| Sin color | DNP - Inscrito pero no participó                                        |
| Sin color | INJ - Lesionado                                                         |
| Sin color | EX - Excluido                                                           |
| Estado    | Resultado                                                               |
| Negrita   | Pole position                                                           |
| Cursiva   | Vuelta rápida                                                           |
| †         | Abandona, pero clasifica al completar el porcentaje requerido para ello |

## Títulos
| Predecesor: Lorenzo Dalla Porta | Campeón Mundial de Moto3 2020 | Sucesor: Pedro Acosta |